# Roy Gereau
Roy E. Gereau (Rock Island (Illinois), 5 december 1947) is een Amerikaanse botanicus.
In 1969 behaalde hij een B.A. in wiskunde en Frans aan de University of Iowa. In 1975 behaalde hij een B.Sc. in bosbouw aan de Michigan Technological University. In 1978 behaalde hij hier een M.Sc. in de biologie.
In 1977 en 1978 was hij instructor ('docent') bij de afdeling wiskunde en computerwetenschappen van de Michigan Technological University. In de zomers van dezelfde jaren was hij instructor in de taxonomie van vaatplanten op de afdeling biologie van dezelfde universiteit. Tussen 1978 en 1983 was hij herbarium-assistent bij het Beal-Darlington Herbarium van de Michigan State University.
Vanaf 1983 is Gereau verbonden aan de Missouri Botanical Garden, waar hij vanaf 2005 assistent-conservator is bij het Africa and Madagascar Department. Tevens is hij directeur van het Tanzania Botanical Research and Conservation Programme.
Gereau is gespecialiseerd in de floristiek en fytogeografie van oostelijk Afrika, de systematiek van de plantenfamilie Ancistrocladaceae, de taxonomie en systematiek van Afrikaanse leden van de zeepboomfamilie (Sapindaceae) en de onderfamilie Mimosoideae en de systematiek van de orde Sapindales en de opheldering van beschrijvingen van families binnen deze orde. Tevens houdt hij zich bezig met samenwerkende studies tussen de etnobotanie en de archeologie.
Bij de Missouri Botanical Garden houdt Gereau zich bezig met de supervisie van het Tanzania Botanical Training Programme. Hij is supervisor van het Plant Conservation Assessment in the Eastern Arc Mountains and Coastal Forests of Tanzania and Kenya, een internationaal project dat zich richt op het in kaart brengen van de beschermingsstatus van planten uit de Eastern Arc Mountains en de bossen uit de kustgebieden van Tanzania en Kenia. Hiervoor wordt onder meer samengewerkt met de IUCN (The World Conservation Union), de Royal Botanic Gardens, Kew, de National Geographic Society en de Fairchild Tropical Botanic Garden. Tevens houdt Gereau zich bezig met de taxonomische revisie van de familie Ancistrocladaceae en met de taxonomische revisies van de Afrikaanse geslachten Allophylus, Beguea en Tina uit de zeepboomfamilie. Hij wil checklists vervolledigen van de Lake Nyasa Climatic Region (regio rond het Malawimeer) en het Gombe National Park in Tanzania.
Gereau is lid van diverse organisaties, waaronder de American Association for the Advancement of Science, het American Museum of Natural History, de American Society of Plant Taxonomists, de Association of Systematics Collections, de Botanical Society of America, de International Association for Plant Taxonomy, de Missouri Native Plant Society, Sigma Xi, de Wildlife Conservation Society of Tanzania en Nature Kenya.
Gereau heeft publicaties op zijn naam in tijdschriften als Annals of the Missouri Botanical Garden, Economic Botany en Novon. Hij zit ook in de redactie van Annals of the Missouri Botanical Garden en Novon. Voor de Flora of China heeft hij bijgedragen aan de beschrijving van de familie Ancistrocladaceae. Samen met Jon C. Lovett, Chris K. Ruffo en James R.D. Taplin is hij de auteur van Field Guide to the Moist Forest Trees of Tanzania, dat in 2006 verscheen.
Hij participeert in de Flora Mesoamericana, een samenwerkingsproject dat is gericht op het in kaart brengen en beschrijven van de vaatplanten van Meso-Amerika.